# 비장탄
비장탄은 숯의 일종이다.

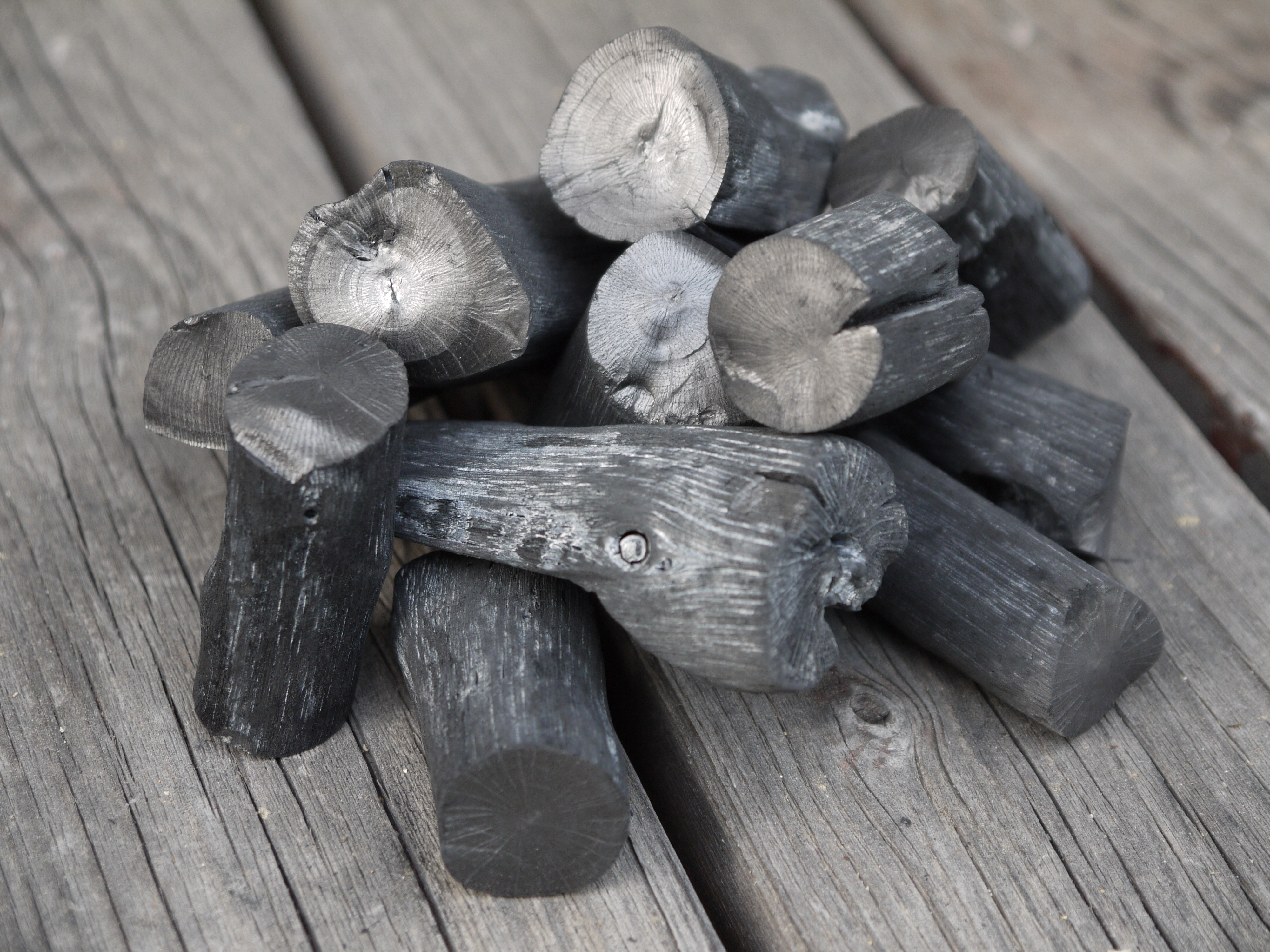
비장탄(우바메가시)

기이쿠니 타나베의 상인 비중 야장 사에몬 (비츄야나 쵸자에몽)이, 우바메가 시를 재료로 만들어 판매를 시작한 것으로부터, 그 이름을 취해 '비장탄'이라는 이름이 붙었다. 협의에는 우바메가시의 숯만을 비장탄이라고 부르지만, 광의에 있어서 오크 전반, 청 오크 등을 사용한 숯을 가리키는 경우도 있다.